# ティクラー
ティクラー(英: tickler)はガソリンエンジンのキャブレターに付属する装置で、エンジン始動時に混合気の空燃比を一時的に濃くして、冷間時の始動を容易にするものである。

## 概要

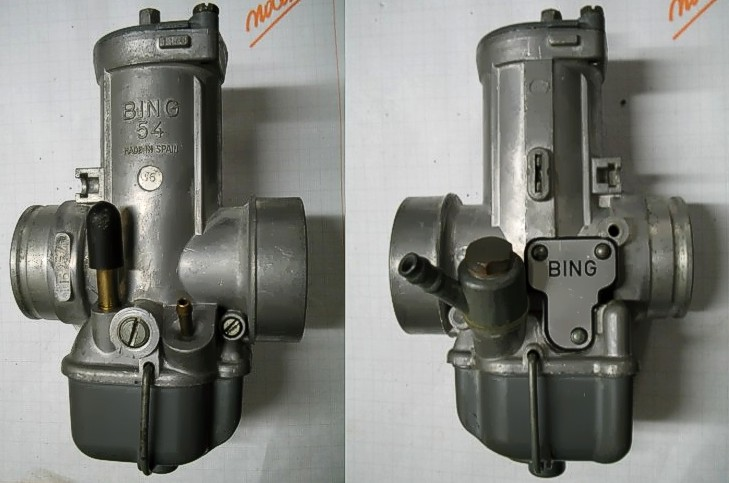
ティクラーを持つキャブレターの一例。黒いボタンを押し下げる事でフロートが下がり、オーバーフローが誘発される。

ティクラーはキャブレターのフロートバルブを強制的に開いて、フロートチャンバーからベンチュリ内に燃料を溢れさせて混合気を濃くする。キャブレターに備えられた棒状あるいはボタン状の操作スイッチを押し込むことで作動し、スイッチの先端がキャブレターのフロート室内にあるフロートを押し下げてフロートバルブを開く。
いっぽう、スイッチを押し込んでいる間は燃料が溢れ続けるので、最悪の場合にはキャブレターの外にまで燃料が溢れる場合もある。こうした操作上の慣れが必要であったことから、より操作の容易なチョーク弁やスタータが広く普及し、ティクラーは採用されなくなった。チョーク弁やスタータでは吸気に引き出される燃料の量を増やすことで空燃比を濃くしているため、燃料をキャブレター外に溢れさせる心配は少なくなったが、空燃比が過剰に濃くなるおそれは変わらずにあった。